# Unwashed and Somewhat Slightly Dazed
Unwashed and Somewhat Slightly Dazed è un brano musicale scritto dall'artista inglese David Bowie, seconda traccia dell'album Space Oddity del 1969.

## Il brano
Questo lungo e rabbioso brano ispirato alle canzoni di protesta di Bob Dylan presenta alcuni tra i versi più incisivi della prima produzione di David Bowie. Sia lo stile che il contenuto mostrano il più violento immaginario riscontrato finora nelle sue composizioni, anticipando temi riguardanti l'alienazione e la pazzia che si troveranno nei due album successivi.
I bersagli delle invettive sono i simboli del capitalismo e del privilegio, banchieri, carte di credito, quadri costosi, ma a suo tempo Bowie fornì indizi su altri possibili significati. Nel novembre 1969 disse al biografo George Tremlett che Unwashed and Somewhat Slightly Dazed era stato il suo tentativo di catturare la sensazione surreale delle settimane successive alla morte del padre Haywood, scomparso durante le sessioni dell'album.
Gran parte del testo, tuttavia, sembra riguardare un ragazzo tormentato dall'insicurezza per l'opinione che ha di lui la sua ragazza, che appartiene ad una classe sociale più elevata. Ad ottobre, Bowie aveva infatti dichiarato a Penny Valentine di Disc and Music Echo: «È una canzoncina piuttosto bizzarra che ho scritto perché un giorno in cui ero molto trasandato mi sono accorto che la gente per la strada mi guardava in modo buffo. Parla di un ragazzo la cui fidanzata lo considera socialmente inferiore».
Il biografo Nicholas Pegg ha suggerito che il riferimento alla ragazza con il "parquet rosso" e un dipinto di Braque sulla parete possa essere una rivisitazione della recente rottura con la compagna Hermione Farthingale, che apparteneva ad una classe superiore, sulla quale il cantante tornerà in modo più esplicito in altre tracce dell'album.

## Registrazione
Unwashed and Somewhat Slightly Dazed venne registrata nell'estate del 1969 ai Trident Studios di Londra. Alla formazione che aveva iniziato le sessioni di Space Oddity e che includeva Mick Wayne, chitarrista e leader dei Junior's Eyes, si aggiunsero altri membri della band londinese: il chitarrista Tim Renwick, il bassista John "Honk" Lodge e il batterista John Cambridge, già membro dei Rats di Mick Ronson. A loro si unì anche Benny Marshall, cantante dei Rats, che contribuì con un assolo di armonica a bocca.

## Formazione
- David Bowie - voce, chitarra a 12 corde
- Keith Christmas - chitarra folk
- Herbie Flowers - basso
- Tony Visconti - basso
- Terry Cox - batteria
- Benny Marshall - armonica

Junior's Eyes:
- Mick Wayne - chitarra
- Tim Renwick - chitarra elettrica
- John Lodge - basso
- John Cambridge - batteria

## Unwashed and Somewhat Slightly Dazeddal vivo
Il brano venne eseguito dal vivo solo nelle sessioni BBC registrate il 20 ottobre 1969 per The Dave Lee Travis Show e il 5 febbraio 1970 per The Sunday Show. La seconda performance è inclusa in Bowie at the Beeb del 2000.

## Cover
Una cover di Unwashed and Somewhat Slightly Dazed è stata pubblicata da The Bare-Ass Minimums nell'album tributo Only Bowie del 1995.